# 636
636 (DCXXXVI) var ett skottår som började en måndag i den julianska kalendern.

## Händelser

### Okänt datum
- Historieverken Bei Qi-shu, Chenshu och Suishu sammanställs.

## Födda
- Lambertus, biskop av Maastricht.

## Avlidna
- Isidor, biskop av Sevilla, helgon.
- Zhangsun (Tang Taizong), kinesisk kejsarinna.